# Riserva naturale di Poronajsk
La riserva naturale di Poronajsk (in russo Поронайский заповедник, Poronajskij zapovednik) è una zapovednik (riserva naturale integrale) russa che copre la penisola Terpenija, sul lato orientale dell'isola di Sachalin nell'Estremo Oriente russo. Uno degli scopi specifici della riserva è quello di proteggere le colonie di uccelli artici presenti su questa penisola, che si protende per 65 km nel Mare di Ochotsk. La riserva comprende la parte meridionale della Catena Orientale di Sachalin e la parte più ampia della valle dei fiumi Tym' e Poronaj. È situata nel distretto di Poronajsk dell'oblast' di Sachalin, 50 km ad est del capoluogo Poronajsk. Venne istituita ufficialmente nel 1988 e copre una superficie di 566,95 km².

## Geografia
La riserva di Poronajsk è delimitata a nord dalla parte centrale dell'isola di Sachalin, ad est e a sud dal Mare di Ochotsk e ad ovest dal golfo Terpenija. Il fiume Poronaj in realtà non attraversa la riserva, ma sfocia nel golfo Terpenija appena ad ovest dell'area protetta. La riserva presenta una fitta rete di fiumi minori di pianura, con numerosi laghi.
La riserva è costituita da due settori distinti, separati da 20 km:
- Nevskij: situato all'estremità settentrionale del golfo Terpenija, nella pianura dei fiumi Tym' e Poronaj, ha un terreno collinare;
- Ochotsk: situato ad est del settore Nevskij, all'estremità meridionale della Catena Orientale di Sachalin, nella penisola Terpenija. Il punto più elevato culmina a 350 metri sul livello del mare.

## Clima ed ecoregione
Poronajsk si trova nell'ecoregione della taiga dell'isola di Sachalin, che ricopre pressoché l'intera isola, ad eccezione della punta meridionale. L'isola separa il Mare di Ochotsk dal Mar del Giappone ed è spesso collegata alla terraferma, distante 7,5 km, da uno strato di ghiaccio che ricopre la superficie del mare. L'ecoregione è caratterizzata da foreste umide di conifere subartiche dominate da abeti e abeti rossi ai margini della tundra.
Il clima di Poronajsk è di tipo subartico senza stagione secca (Dfc secondo la classificazione dei climi di Köppen), un clima caratterizzato da estati miti (con solo 1-3 mesi con temperatura media superiore ai 10 °C) e inverni freddi e nevosi (con temperatura media del mese più freddo sotto i -3 °C). A Poronajsk si verificano più di 100 temporali all'anno (con precipitazioni medie di 600 mm all'anno) e in estate è frequente la nebbia. La temperatura media dell'aria in gennaio è di -18,1 °C, in luglio di 12,6 °C.

## Flora e fauna
La vegetazione della riserva è quella della foresta umida di conifere subartica. Gli alberi dominanti sono l'abete e l'abete rosso, con alcune foreste di larice. Le zone prive di alberi sono talvolta chiamate «tundra» per una certa somiglianza fisica con la tundra vera e propria: contengono infatti estese torbiere spesse fino a 6 metri. Qui le piante caratteristiche sono i carici, le graminacee e le piante con stoloni sotterranei. Le foreste di abeti e di abeti rossi sono rivestite di muschi e hanno poco sottobosco. Gli scienziati hanno registrato la presenza di 400 specie di piante vascolari nella riserva.
La fauna della riserva riflette la posizione geografica dell'isola di Sachalin, a seconda dei casi collegata o meno alla terraferma. Qui si incontrano comunità faunistiche comuni all'area dell'Amur, della Kamčatka e del Giappone. Il mosco di Sachalin è un esempio di sottospecie che si è sviluppata in isolamento ed è endemico dell'isola. Tra i mammiferi più comuni vi sono l'orso bruno, la volpe, la lontra, il visone, la lepre e il tamia siberiano. Gli scienziati hanno registrato la presenza di oltre 50 specie di mammiferi, 231 di uccelli, 4 di anfibi e una specie di rettili.

## Turismo
Trattandosi di una riserva integrale, la riserva di Poronajsk è per lo più inaccessibile al grande pubblico, anche se scienziati e persone mosse da scopi di «educazione ambientale» possono prendere accordi con la direzione del parco per effettuare visite. Tuttavia, nella riserva ci sono diversi percorsi «ecoturistici» aperti al pubblico, ma per percorrerli è necessario richiedere in anticipo il permesso. Poiché i veicoli non sono ammessi, alcune delle escursioni guidate di più giorni richiedono un certo grado di forma fisica per essere completate. Presso la sede principale nella città di Poronajsk c'è un museo naturalistico pubblico.